# Rukometni klub Crvena zvezda
La Rukometni klub Crvena Zvezda è la sezione di pallamano maschile della società polisportiva serba Sportsko Društvo Crvena zvezda di Belgrado, nota in italiano come Stella Rossa.
Istituita nel 1948, vanta la vittoria in 3 campionati jugoslavi e altrettante coppe di Jugoslavia oltre a 7 campionati serbi e 3 coppe di Serbia.

## Palmarès

### Trofei nazionali
- Campionato jugoslavo: 3
  - 1954-55, 1955-56, 1968-69.
- Coppa di Jugoslavia: 3
  - 1955-56, 1966-67, 1987-88.
- Campionato serbo: 7
  - 1995-96, 1996-67, 1997-98, 2003-04, 2005-06, 2006-07, 2007-08.
- Coppa della Serbia: 3
  - 1994-95, 1995-96, 2003-04.